# 結婚宣言 (1970年の映画)
『結婚宣言』（けっこんせんげん、イタリア語: La moglie del prete, 「司祭の妻」の意）は、1970年（昭和45年）製作・公開、ディーノ・リージ監督によるイタリア・フランス合作映画である。イタリア式コメディの1作。

## 略歴・概要
本作は、1970年、イタリアのカンパニア・チネマトグラフィカ・チャンピオン、フランスのPECFとレ・フィルム・コンコルディアが製作、ヴェネト州パドヴァ県のパドヴァ等でロケーション撮影を行って完成、同年11月19日にイタリア国内で公開された。アメリカ合衆国を初めとする世界配給をワーナー・ブラザースが行い、翌1971年（昭和46年）2月26日にアメリカ合衆国で公開された。
日本では、ワーナー・ブラザース日本支社が配給し、アメリカ同様に同年6月26日に公開された。日本でのビデオグラムは、2010年9月現在、VHS・DVDともにリリースされていない。

## スタッフ・作品データ
- エグゼクティヴプロデューサー : ピオ・アンドレッティ （Pio Angeletti）、アドリアーノ・デ・ミケーリ （Adriano de Micheli）
- プロデューサー : カルロ・ポンティ
- 監督 : ディーノ・リージ
- 脚本 : ルッジェーロ・マッカリ、ベルナルディーノ・ザッポーニ（イタリア語版）、ディノ・リージ
- 撮影 : アルフィーオ・コンティーニ （Alfio Contini）
- 美術 : ジャンニ・ポリドーリ （Gianni Polidori [5]）
- 編集 : アルベルト・ガッリッティ （Alberto Gallitti [6]）
- 音楽 : アルマンド・トロヴァヨーリ （Armando Trovajoli）
- フォーマット : カラー映画 （テクニカラー） - スタンダードサイズ（1.37:1） - モノラル録音

## キャスト
クレジット順
- ソフィア・ローレン - Valeria Billi（日本語吹替：此島愛子）
- マルチェロ・マストロヤンニ - Don Mario Carlesi（日本語吹替：黒沢良）
- ヴェナンティーノ・ヴェナンティーニ （Venantino Venantini） - Maurizio（日本語吹替：伊藤克）
- ジーノ・カヴァリエーリ （Gino Cavalieri） - Don Filippo
- ジュゼッペ・マッフィオーリ （Giuseppe Maffioli [7]） - Davide Librette
- ピッポ・スタルナッツァ （Pippo Starnazza） - Valeria の父

以下アルファベット順
- ミランダ・カンパ （Miranda Campa） - Valeria の母
- ダナ・ギーア （Dana Ghia） - Lucia
- ジーノ・ラッツァーリ （Gino Lazzari） - Caldana の秘書
- アウグスト・マストラントーニ （Augusto Mastrantoni [8]） - Monsignor Caldana
- パオラ・ナターレ （Paola Natale [9]）
- ジャック・スタニー （Jacques Stany [10]） - Jimmy Guitar

クレジット外
- ヴィットーリオ・クリスポ （Vittorio Crispo [11]）
- ネリーナ・モンタニャーニ （Nerina Montagnani）

※日本語吹替：初回放送1974年5月13日『月曜ロードショー』

## 関連事項
- 1971年の日本公開映画
- イタリア式コメディ

## 註
1. 1 2 3  The Priest's Wife, Internet Movie Database （英語）, 2010年9月3日閲覧。
2. 1 2  La Moglie del Prete, allmovie （英語）, 2010年9月3日閲覧。
3. 1 2  結婚宣言、キネマ旬報映画データベース、2010年9月3日閲覧。
4. 1 2  結婚宣言、allcinema ONLINE、2010年9月3日閲覧。
5. ↑  Gianni Polidori - IMDb（英語）, 2010年9月3日閲覧。
6. ↑  Alberto Gallitti - IMDb（英語）, 2010年9月3日閲覧。
7. ↑  Giuseppe Maffioli - IMDb（英語）, 2010年9月3日閲覧。
8. ↑  Augusto Mastrantoni - IMDb（英語）, 2010年9月3日閲覧。
9. ↑  Paola Natale - IMDb（英語）, 2010年9月3日閲覧。
10. ↑  Jacques Stany - IMDb（英語）, 2010年9月3日閲覧。
11. ↑  Vittorio Crispo - IMDb（英語）, 2010年9月3日閲覧。